# 伊藤初雄
伊藤 初雄（いとう はつお、1937年2月3日 - ）は、日本の俳優である。プロダクション・タンク所属。大阪府出身。

## 来歴
東宝芸能学校・俳優座育成所第12期生。

## 出演作品

### テレビ
- 虹色定期便
- 竜馬がゆく(信夫佐馬介)
- 新・平家物語(源頼賢)
- 鞍馬天狗(永倉新八)
- ひとりでできるもん!
- 太陽にほえろ!
- 七人の刑事
- ケータイ刑事銭形泪
- 花村大介
- 相棒
- はぐれ刑事純情派
- 菊次郎とさき
- 人生劇場
- 塚原ト伝(岡本俊道)
- やすらぎの郷(茅野大三郎)

### 映画
- 荒い海
- 戦争と人間 - 山本薩夫監督 将校 役
- 戒厳令 - 吉田喜重監督
- ゲーム - 井坂聡監督
- CUT - アミール・ナデリ監督
- 山本五十六

### 舞台
- 東宝舞台「花と龍」(逢阪勉演出,谷口林助役)
- 俳優座公演「村岡伊平次伝」(増見利清演出,豚吉役)
- 名鉄ホール「すえひろ物語」(逢阪勉演出)
- 劇団仲間公演
  - 「空飛ぶ家族」(高田繁演出)
  - 「モモと時間どろぼう」(香川良成演出)
  - 「二人だけの舞踏会」(藤原新平演出)
  - 「バラ戦争」(阿部良演出)
  - 「森は生きている」(増見利清演出)
  - 「マクベス01」(阿部良演出)
  - 「天才って何?」(阿部良演出)

### ラジオ
- NHKラジオドラマ
  - 「夜想曲」
  - 「アクアリウムの夜」

### VP
- 交通安全ビデオ
- シニアレジデンス

### 吹き替え
- ウィッチマウンテン/地図から消された山
- レバレッジ 〜詐欺師たちの流儀
- イーブンスティーブン